# Mirosław Wlekły
Mirosław Wlekły (ur. 9 lutego 1978) – polski dziennikarz, autor książek reporterskich i sztuk teatralnych. Absolwent Uniwersytetu Wrocławskiego i Polskiej Szkoły Reportażu. Był członkiem stowarzyszenia reporterów “Rekolektyw”, wykreślonego z KRS w 2023 roku.

## Publikacje
- All inclusive. Raj, w którym seks jest bogiem (Agora 2015)
- Tu byłem. Tony Halik (Agora 2017)
- Raban! O Kościele nie z tej ziemi (Agora 2019)
- Gareth Jones. Człowiek, który wiedział za dużo (Znak 2019)
- Przygoda dzika Toniego Halika (Agora 2020)
- Górski. Wygramy my albo oni (Znak 2021)
- Jadą Haliki przez Ameryki (Agora 2022)
- Nie nasz papież. Pontyfikat Jana Pawła II na świecie (Filtry 2023)[3]
- 1989. Pozytywny mit (Znak 2024; wraz z Katarzyną Szyngierą i Marcinem Napiórkowskim)

### Sztuki teatralne
Mirosław Wlekły jest współautorem następujących sztuk teatralnych:
- Swarka (Teatr Polski w Bydgoszczy)

- Bóg w dom (Teatr Polski w Bydgoszczy)

- Lwów nie oddamy (Teatr im. Wandy Siemaszkowej w Rzeszowie)

- Jedzonko (Teatr im. Juliusza Słowackiego w Krakowie)

- 1989 (Teatr im. Juliusza Słowackiego w Krakowie i Gdański Teatr Szekspirowski)

- Metoda na serce. Śledztwo (Teatr Powszechny w Warszawie)

## Nagrody i nominacje
- nominacja do Nagrody Newsweeka im. Teresy Torańskiej za tekst Zabawa w króla ciszy (2014)[4]
- nominacja do Nagrody im. Beaty Pawlak za All inclusive. Raj, w którym seks jest bogiem (2015)[5]
- nominacja do Nagrody Newsweeka im. Teresy Torańskiej za tekst Niewolnicy z bananowej republiki (2017)[6]
- Nagroda Magellana w kategorii „książka podróżnicza” (2018) za książkę Tu byłem. Tony Halik[7]
- Nagroda im. Beaty Pawlak za Raban! O Kościele nie z tej ziemi (2019)[8]
- nominacja do Grand Press Digital za podcast „Śledztwo Pisma” (2019)[9]
- nominacja do Nagrody Newsweeka im. Teresy Torańskiej w kategorii „najlepszy materiał dziennikarski” za tekst Siedemnaście śmierci na minutę (2019)[10]
- nominacja do Górnośląskiej Nagrody Literackiej „Juliusz” za Gareth Jones. Człowiek, który wiedział za dużo (2020)[11]
- nominacja w konkursie Podcast Roku im. Janusza Majki w kategorii „Podcast za paywallem” za podcast Epilog Śledztwo Pisma (2022)[12]